# دودا (لاعب كرة قدم مواليد 1994)
دودا (بالبرتغالية: Duda‏) هو لاعب كرة قدم برازيلي في مركز الدفاع، ولد في 19 أبريل 1994 في Montenegro, Rio Grande do Sul ‏ في البرازيل. لعب مع Esporte Clube Internacional (SC) ‏.

## وصلات خارجية
- دودا (لاعب كرة قدم مواليد 1994) على موقع قاعدة بيانات كرة القدم.إي يو (الإنجليزية)
- دودا (لاعب كرة قدم مواليد 1994) على موقع Soccerway.com (الإنجليزية)